# تد کافمن
تد کافمن (به انگلیسی: Ted Kaufman) سناتور سابق عضو حزب دموکرات ایالات متحده آمریکا بود. وی در سال ۲۰۰۹ تا ۲۰۱۰ میلادی سناتور ایالت دلاویر در سنای ایالات متحده آمریکا بود.